# Млодзави-Дуже
Млодзави-Дуже (пол. Młodzawy Duże) — село в Польщі, у гміні Пінчів Піньчовського повіту Свентокшиського воєводства.
Населення — 567 осіб (2011).
У 1975-1998 роках село належало до Келецького воєводства.

## Демографія
Демографічна структура на день 31 березня 2011 року:
|          | Загалом | Допрацездатний вік | Працездатний вік | Постпрацездатний вік |
| -------- | ------- | ------------------ | ---------------- | -------------------- |
| Чоловіки | 280     | 42                 | 204              | 34                   |
| Жінки    | 287     | 59                 | 155              | 73                   |
| Разом    | 567     | 101                | 359              | 107                  |